# Benoît McGinnis
Benoît McGinnis es un actor canadiense nacido en Quebec, se graduó de la Escuela Nacional de Teatro en 2001. McGinnis ha hecho rápidamente su huella en el mundo artístico. Su actuación en la televisión ha revelado al público con su personaje de Jean-Sébastien Laurin en "Les hauts et les bas de Sophie Paquin". Su último trabajo donde se lo ha visto, fue en la serie "30 vies" con transmisiones desde 2011 hasta 2014.

## Biografía
Benoît McGinnis nacido en Quebec, Canadá, y se graduó de la Escuela Nacional de Teatro en 2001. Es conocido más en su actuación en la televisión y por aparecer en numerosas obras teatrales. En cuanto al teatro, su aparición fue en "Bob et Contre le temps"  (Théâtre d'Aujourd'hui), "Le vrai monde" (Théâtre Jean-Duceppe), "Là au" (Théâtre Jean-Duceppe), "Britannicus" (Théâtre Denise-Pelletier), entre otras.
En el cine ha participado en películas como "Le Banquet" de Sébastien Rose, "Délivrez-moi" de Denis Chouinard y "La vie avec mon père" de Sébastien Rose. También ha participado en "Love Projet" de Carole Laure y "Los amores imaginarios" de Xavier Dolan.

## Filmografía
- 2003 : 3X Rien (serie TV) : Client à la buanderie
- 2004 : Les Bougon, c'est aussi ça la vie! (serie TV) : Gars - info académie
- 2004 : Smash
- 2004 : L'Espérance : Le valet
- 2005 : Félix Leclerc (serie TV) : Martin adulto
- 2005 : La Vie avec mon père : Tony
- 2006 : Vice caché (serie TV) : Marc
- 2006 : Délivrez-moi
- 2008 : Le Banquet : Gilbert
- 2006-2009 : Les Hauts et les Bas de Sophie Paquin (serie TV) : Jean-Sébastien Laurin
- 2009 : Aveux (serie TV) : Olivier Dubreuil
- 2010 : Los amores imaginarios : Muchacho 2
- 2010 : Route 132 : Damien
- 2010 : Le Poil de la bête : La Trémouille
- 2012 : L'Empire Bo$$é : François-Justin Bossé
- 2011-2012 : Trauma (serie TV) : Alexis
- 2011-2014 : 30 vies (serie TV) : Raphaël Chenier-Leduc